# Oblia epitaxial

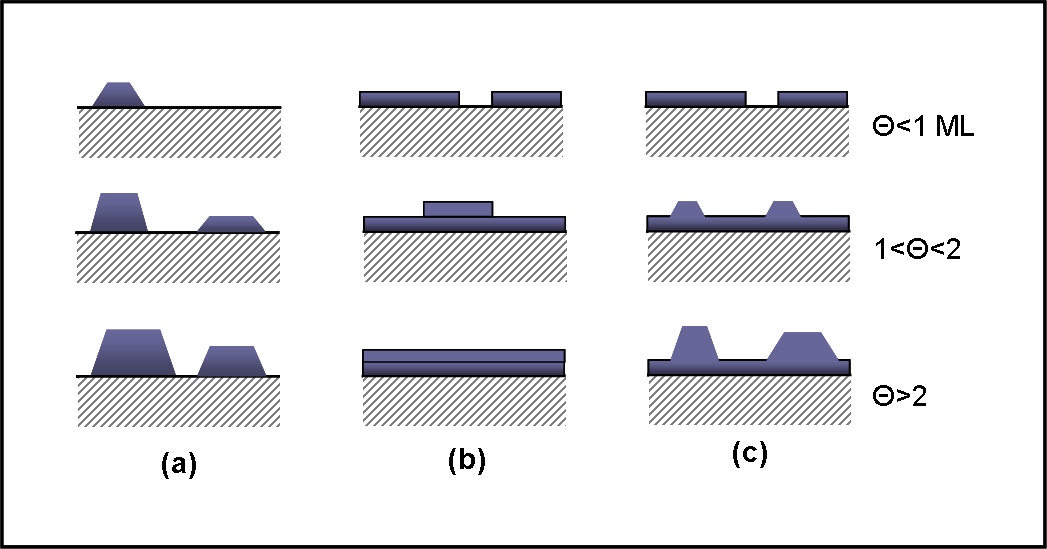
Figura 1. Vistes en secció transversal dels tres modes principals de creixement de pel·lícula prima, incloent (a) Volmer–Weber (VW: formació d'illes), (b) Frank–van der Merwe (FM: capa per capa) i (c) Stranski–Krastanov (SK: capa-plus-illa). Cada mode es mostra per a diferents quantitats de cobertura de superfície, Θ.

Una oblia epitaxial (també anomenada oblia epitaxial, epi-oblia, o epiwafer) és una oblia de material semiconductor feta per creixement epitaxial (epitaxia) per al seu ús en fotònica, microelectrònica, espintrònica, o fotovoltaica. La capa epi pot ser el mateix material que el substrat, normalment silici monocristalí, o pot ser un diòxid de silici (SoI) o un material més exòtic amb qualitats desitjables específiques. El propòsit de l'epitaxia és perfeccionar l'estructura cristal·lina sobre el substrat nu a sota i millorar les característiques elèctriques de la superfície de l'oblia, fent-la adequada per a microprocessadors i dispositius de memòria altament complexos.

## Història
Les oblies epi de silici es van desenvolupar per primera vegada al voltant de 1966 i van aconseguir l'acceptació comercial a principis dels anys vuitanta. Els mètodes per fer créixer la capa epitaxial sobre silici monocristal·lí o altres oblies inclouen: diversos tipus de deposició de vapor químic (CVD) classificat com CVD a pressió atmosfèrica (APCVD) o deposició de vapor químic orgànic metàl·lic (MOCVD), així com epitaxia de feix molecular (MBE). Dos mètodes "sense tall" (sense serrat abrasiu) per separar la capa epitaxial del substrat s'anomenen "implant-cleave" i "stress liftoff". Un mètode aplicable quan l'epicapa i el substrat són el mateix material utilitza la implantació d'ions per dipositar una fina capa d'àtoms d'impuresa de cristall i la tensió mecànica resultant a la profunditat precisa del gruix de la capa epi prevista. La tensió localitzada induïda proporciona un camí controlat per a la propagació de l'esquerda en el següent pas d'escissió. En el procés d'aixecament de l'estrès sec aplicable quan la capa epi i el substrat són materials adequadament diferents, una esquerda controlada és impulsada per un canvi de temperatura a la interfície epi/oblia exclusivament per les tensions tèrmiques a causa del desajust en l'expansió tèrmica entre el capa epi i substrat, sense la necessitat de cap força mecànica externa o eina per ajudar a la propagació de les esquerdes. Es va informar que aquest procés produeix una escissió d'un pla atòmic únic, reduint la necessitat d'un poliment posterior a l'aixecament i permetent múltiples reutilitzacions del substrat fins a 10 vegades.

## Tipus
Les capes epitaxials poden consistir en compostos amb característiques particulars desitjables, com ara nitrur de gal·li (GaN), arsenur de gal·li (GaAs) o alguna combinació dels elements gal·li, indi, alumini, nitrogen, fòsfor o arsènic.

## Aplicacions
Les cèl·lules solars o cèl·lules fotovoltaiques (PV) per produir energia elèctrica a partir de la llum solar es poden cultivar com a oblies epi gruixudes en una oblia de "llavor" de silici monocristal·lí mitjançant deposició química de vapor (CVD), i després es poden separar com a oblies autosuficients d'algun gruix estàndard. (per exemple, 250 μm) que es poden manipular a mà i substituir directament les cèl·lules d'oblies tallades a partir de lingots de silici monocristal·lí. Les cèl·lules solars fetes amb aquesta tècnica poden tenir eficiències que s'aproximen a les de les cèl·lules tallades en oblia, però a un cost apreciablement més baix si el CVD es pot fer a pressió atmosfèrica en un procés en línia d'alt rendiment. El setembre de 2015, l'Institut Fraunhofer de Sistemes d'Energia Solar (Fraunhofer ISE) va anunciar l'assoliment d'una eficiència superior al 20% per a aquestes cèl·lules.